# Aeroporto Internacional Cam Ranh
O Aeroporto internacional de Cam Ranh (IATA: CXR, ICAO: VVCR), situa-se na cidade de Cam Ranh, na província de Khanh Hoa, no Vietnam. Ele serve à cidade de Nha Trang, que fica a 30 km do aeroporto.

## Histórico

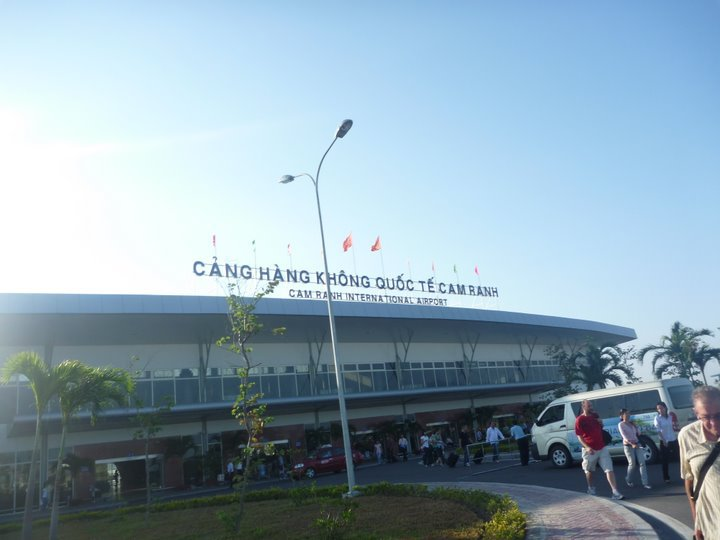
Vista Frontal do terminal

O aeroporto de Cam Ranh foi implantado como uma base aérea Norte Americana em 1967 durante a Guerra do Vietnam, foi entregue ao governo do Vietnam do Sul em 1972 e foi capturado pelo Vietnam do Norte em 1975, tendo sido usado pela força aérea Russa entre 1979 e 2002.
As operacões internacionais tiveram início em 2004, depois de uma ampla reforma. Ele sofreu uma nova atualização em 2007 e atingiu o padrão de operação internacional. Seguiu-se uma nova expansão em 2009, quando em 12 de dezembro foi "inaugurado" como aeroporto internacional com uma pista de 3.048 x 46 m de concreto, considerada a mais longa do Vietnam.
Uma segunda pista, também de concreto, de 3.000 x 45 m, paralela à primeira, foi inaugurada em outubro de 2019.

## Funcionamento
Esse aeroporto atendeu 4.858.362 passageiros em 2016, 8,5 milhões de passageiros em 2018, e a estimativa é que atenda 10 milhões de passageiros em 2019.

## Companhias Aéreas
- Vietnam Airlines – Hanoi, Cidade de Ho Chi Minh, Da Nang.
- Jetstar Pacific Airlines – Hanoi, Cidade de Ho Chi Minh